# Christoph Langenmantel

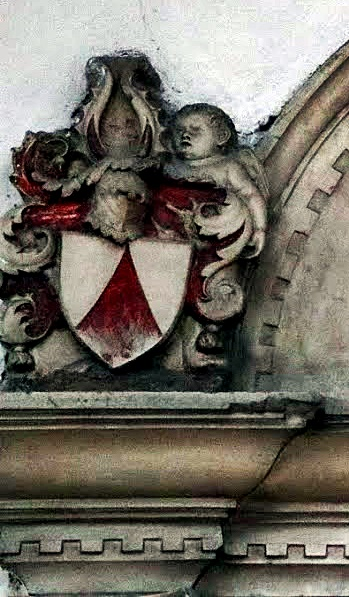
Familienwappen auf dem Epitaph

Christoph Langenmantel, auch Christoph Langenmantel vom Sparren (* 1488 in Augsburg; †  17. Mai 1538 in Ingolstadt), war ein Augsburger Patriziersohn aus dem Geschlecht der Langenmantel  vom  Sparren,  Karmelit, Domherr zu Freising und ein Unterstützer Martin Luthers.

## Herkunft und Familie
Er wurde geboren als Sohn des Augsburger Bürgermeisters (Stadtpfleger) Georg Langenmantel vom Sparren  († 1521) und seiner Frau Anna geb. Ilsung. Der Vater war hochgeschätzt bei Kaiser Maximilian, dem er auch mit seinen Augsburger Reitern im Krieg gegen Venedig diente. Er reiste 1520 mit Konrad Peutinger nach Brügge, um den neuen König Karl V. im Namen der Stadt zu begrüßen.
Christophs Bruder Sigmund Langenmantel († 1545) amtierte als Landrichter und herzoglicher Pfleger in Kelheim, wo sich sein Epitaph in der Pfarrkirche Mariä Himmelfahrt erhalten hat. Ulrich († 1570), ein weiterer Bruder, war bayerischer, sowie baden-badenscher Rat, außerdem Hofmeister und einer der katholischen Vormünder des Markgrafen Philibert von Baden.
Die Schwester Maria Langenmantel war Benediktinerin im Kloster Holzen und amtierte zwischen 1538 und 1553 als Äbtissin (Meisterin). Sie wird in den Annalen als „sehr tüchtig“ beschrieben.
Charitas Langenmantel, eine weitere Schwester, amtierte 1544 als Äbtissin von Kloster Marienstein und nahm dort die von Pfalzgraf Ottheinrich vertriebenen Benediktinerinnen aus dem Kloster Bergen bei Neuburg an der Donau auf.
Onkel der Geschwister (Bruder des Vaters) war der langjährige Augsburger Bürgermeister und  Ritter vom güldenen Sporn, Johann IX. Langenmantel vom Sparren († 1505); Ulrich Langenmantel 1437–1473 Stiftspropst zu Völkermarkt in Kärnten und Begründer der ersten Augsburger Studienstiftung, ein Großonkel.

## Leben und Wirken

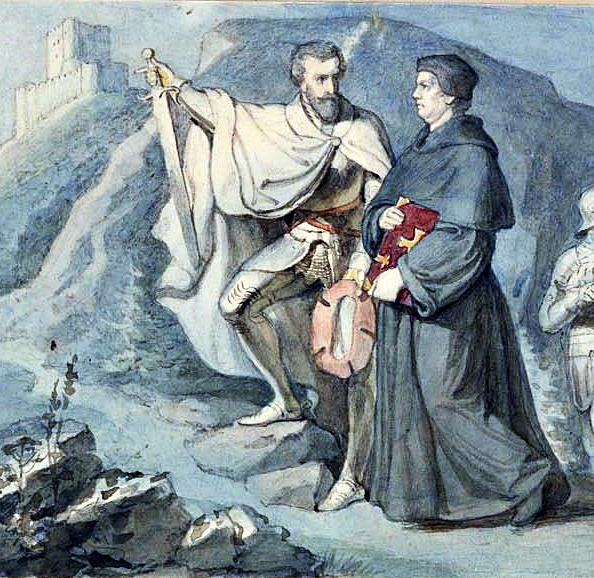
Christoph Langenmantel vom Sparren bringt Luther nach Hohenschwangau. Entwurf von Wilhelm Lindenschmit dem Älteren zu seinem Großfresko auf Schloss Hohenschwangau, 1835

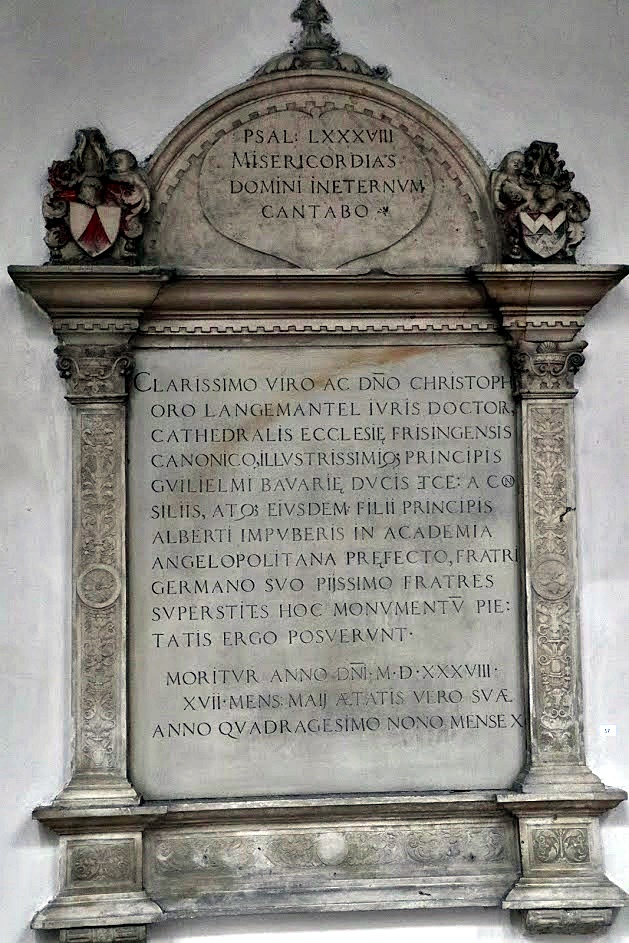
Epitaph, Franziskanerkirche Ingolstadt

Christoph Langenmantel studierte ab Oktober 1500 an der Universität Ingolstadt, ab Mai 1506 an der Universität Tübingen. Etwa seit 1510 fungierte er als Schatzmeister und Mundschenk von Matthäus Lang, dem aus Augsburg stammenden Bischof von Gurk und späteren Kardinal.
Er trat in den Karmeliterorden ein und gehörte zeitweise zum Konvent St. Anna in Augsburg, außerdem hatte er eine Domherrenpräbende in Freising.
Nach dem Reichstag zu Augsburg musste sich Martin Luther 1518 in den Fuggerhäusern, vor dem vom Papst beauftragten Kardinal Thomas Cajetan, hinsichtlich seiner Thesen verantworten. Er traf am 7. Oktober in der Stadt ein und verließ sie am 20. des Monats. Am 12., 13. und 14. Oktober fanden die Verhandlungen mit Kardinal Cajetan statt. Luther wohnte während seines Aufenthaltes im Karmelitenkloster St. Anna, wo sich auch Langenmantel aufhielt, der sich freundschaftlich um ihn kümmerte und beriet. Als Martin Luther den Widerruf seiner Thesen verweigerte, bestand die akute Gefahr seiner Verhaftung.  Christoph Langenmantel, der Sohn des zu dieser Zeit amtierenden Augsburger Bürgermeisters Georg Langenmantel, führte ihn in der Nacht vom 19. zum 20. Oktober heimlich durch eine geheime Pforte in der Stadtmauer, so dass er entfliehen konnte. Laut Überlieferung soll Langenmantel an der Pforte zu Luther gesagt haben: „Da hinab“, weshalb dieser Ort noch heute so heißt und dort auch eine entsprechende Gedenkinschrift eingelassen wurde. Mit Datum vom 25. November 1518 sandte ihm Luther aus Wittenberg einen Dankesbrief.
Die Fluchthilfe durch Christoph Langenmantel ist historisch gesichert, eine ausschmückende und unbelegte Legende bleibt hingegen die Geschichte, dass er ihn auch von Augsburg nach Schloss Hohenschwangau geleitet habe. Diese Legende ließ König  Max II. 1835 dort im Schwangauer Zimmer, durch den Maler Wilhelm Lindenschmit, in Form eines romantisierenden Wandgemäldes darstellen.
Trotz seiner Sympathie für Luther und seine Anliegen hat Christoph Langenmantel letztlich mit der alten Kirche nicht gebrochen. 1525 bittet er als Freisinger Domherr den bayerischen Kanzler Augustin Lösch und den Rat Leonhard von Eck, bei Herzog Wilhelm IV. zu erwirken, dass das Haus des der Reformation anhängenden und abgesetzten Chorherrn von St. Andrä, Wolfgang Wursinger, einem altgläubigen Kleriker eingeräumt werde. Im gleichen Jahr wird er nochmals als Freisinger Domherr und gleichzeitiger Pfarrer von Haslach bei Traunstein genannt.
Er erscheint auch als Pfarrherr von Burghausen und erhielt als solcher, auf ausdrücklichen Wunsch Herzog Wilhelms, 1527 zusätzlich die Pfarrei Feichten an der Alz, da er sich „in Italien und Bayern vielfach verdient gemacht“ habe. 1535 wurde diese Pfarrei wieder neu besetzt.
Christoph Langenmantel verstarb am 17. Mai 1538 in Ingolstadt und wurde in der dortigen Franziskanerkirche beigesetzt. Sein Domherren-Epitaph ohne jeglichen Bildschmuck, dafür mit dem Psalmvers „Misericordias Domini in aeternum cantabo“ (Vom Erbarmen des Herrn will ich in Ewigkeit singen) und den Wappen der Langenmantel vom Sparren sowie der Ilsung geschmückt, ist an der Außenmauer des nördlichen Seitenschiffes erhalten. Laut diesem war er auch Rat von Herzog Wilhelm, Doktor der Rechte und zum Todeszeitpunkt Präfekt (Erzieher) des späteren Herzogs Albrecht V., der gerade als junger Prinz an der Universität Ingolstadt studierte.
Der humanistische Dichter Caspar Ursinus Velius († 1539) nennt Christoph Langenmantel in seinen Epigrammen. Beide standen einst gleichzeitig im Dienst des Bischofs Matthäus Lang von Wellenburg.